# 아사히역 (미에현)
아사히역(일본어: 朝日駅)은 일본 미에현 미에군 아사히정에 있는 도카이 여객철도 간사이 본선의 역이다.

## 타는 곳
| 1 | ■ 간사이 본선 | 하행 | 욧카이치 · 마쓰사카 방면 |
| 2 | ■ 간사이 본선 | 상행 | 나고야 방면              |

## 역 주변
- 아사히 정 체육관
- 도시바 미에 공장
- 긴키 닛폰 철도 나고야 선 이세아사히 역

## 인접역
| 도카이 여객철도 간사이 본선 | 도카이 여객철도 간사이 본선 | 도카이 여객철도 간사이 본선     |
| --------------------------- | --------------------------- | ------------------------------- |
| 구와나 나고야 방면          | ■ 간사이 본선               | 도미다 욧카이치 · 가메야마 방면 |